# 杨庄站 (河南省)
杨庄站是一个陇海线上的已撤销铁路车站，位于河南省兰考县东坝头镇杨庄村，于1963年建立，曾为四等站，邮政编码为475301。本站曾办理旅客乘降；不办理行李、包裹托运；货运：办理整车、零担货物发到，现已撤销。

## 重大事故
1978年12月16日凌晨，郑州铁路局郑州南机务段的东风3型0194号机车牵引经陇海铁路由西安开往徐州的368次旅客列车，原定在杨庄站停车侧线停车6分钟会让由南京开往西宁的87次特快列车，但由于368次列车正、副司机打瞌睡，列车失去控制、没有停车；本应该检查列车是否正常运行、到站停车待避的运行车长正在与人交谈，全然没有注意到列车的异常。杨庄车站值班员看到这列火车已经到站，却没有要停下来的迹象，立即打开警示灯提醒司机，但此时正副司机都在呼呼大睡，并没有被警示灯叫醒。3点12分，368次列车在杨庄站拦腰撞上正在通过的87次列车第6节车厢，87次列车的第7、8、9、10辆客车车厢在十几秒钟之内相继与“东风3-0194”号机车相撞。造成324名旅客伤亡，其中死亡106人，重伤47人，轻伤172人。是为震惊中外的“杨庄事故”。肇事的东风3型0194号机车司机室左侧严重破损，“左半脸”被撞得无影无踪，但经过检查，由于柴油机和发电机都没有受损，机车具备修复价值（被定为“中破”）。总共有14根钢轨和308根枕木损毁。直接经济损失55.4万元。
解放军驻兰考的39240部队迅速集结并火速赶到现场，实施警戒和救援。兰考县委县政府、县公安局、卫生局、交通局也在最快的时间内组织公安、消防和医疗人员分乘11辆大客车和若干辆救护车赶赴现场。87次列车的第8、9两节车厢被撞成了碎片，损伤比6、7两节更为严重。郑州铁路局代局长冯浩带着政治处的干部在4个小时后赶到杨庄。事故发生9小时零3分之后，陇海铁路恢复通车。正副司机订立攻守同盟，谎称副司机出兰考站后，就一直在机械间检查；正司机因为“风泵途停”（风压低，无法制动），所以没办法停车。为了将事故原因调查清楚，郑州铁路局技术鉴定小组对二人驾驶的列车制动部件做了机能试验。他们发现机车状况良好，并无故障，根本不存在“风泵途停”的问题。
此次事故处于十一届三中全会召开之时，中央命有关部门成立专案小组，调查事故原因，问责肇事者。铁道部副部长兼郑州铁路局局长廖诗权被国务院给予行政记过处分；郑州铁路机务南段党委书记李银昌被铁道部给予行政记大过处分；郑州铁路机务南段段长孙建洲，被铁道部行政记大过处分。1979年10月20日上午8时整，郑州市中级人民法院审判庭在郑州铁路工人文化宫公开判决正司机马相臣10年有期徒刑，副司机阎景发5年有期徒刑，运转车长王西安有期徒刑3年缓刑3年。受害者或其家属以及郑铁局部分职工1千多人到场。郑州铁路局3万多名铁路职工在开通的铁路沿线电话会议室旁听。被告律师根据《铁路技术管理规程》上的规定指出杨庄车站只是一个四等小站，只有正线、侧线两股线路，没有隔开安全设备。《规程》规定：应禁止同时接发列车和同方向同时接发列车。事故发生当夜，即1978年12月16日，该站却同时接发了两对列车，明显违反《规程》规定，应负次要责任。又指出：被告人马相臣、阎景发是蒸气机车司机和副司机，根据《规程》中“未经技术训练和考核，没有取得内燃机车司机驾驶证，应禁止承担内燃机车驾驶”的规定。所以2人的此次出车，本身就是其单位——郑州铁路局郑州机务南段的错误安排。因此，郑州铁路局对杨庄事故的发生也负有不可推卸的责任。
为了保障值乘人员得到良好休息，郑州铁路局普遍建立了待乘室，值乘人员出车前至少要在此休息4个小时，待乘室管理极为严格，这一措施延续至今。1980年郑州铁路局、郑州铁路局政治部下发的《一号文件》，将每年的12月16日定为“路耻”日，作为全局的安全教育日。
368次列车几经变迁，如今成为兰州至上海往返的T118/115、T116/117次列车；而87次列车如今成为上海至西宁往返的Z376/377、Z378/375次列车。